# Jaap van Neck
Jaap J. van Neck is een Nederlandse amateurgolfspeler.
Jaap van Neck speelde zeven keer namens Nederland om de Eisenhower Trophy. In 1966, 1967 en 1979 was hij de beste amateur op het Dutch Open.
Hij is lid van de Antwerpse Rinkven Golf & Country Club.

## Gewonnen
- 1971, 1972 en 1976 : Nationaal Kampioenschap Matchplay
- 1970 en 1981: Nationaal Kampioenschap Foursomes met achtereenvolgens Th. van Dijk en A.G. Henderson
- 2004 en 2005: Vlaanderen Senioren Strokeplay Kampioenschap
- 2008: Vlaams Super-Senioren (65+) Stroke Play Kampioenschap

## Teams
- Eisenhower Trophy: 1970, 1972, 1974, 1976, 1978, 1980  en 1982
- Amsterdam Cup: 1969, 1974, 1975 en 1977 met Piet Hein Streutgers